# João de Scantimburgo
João de Scantimburgo Filho (Dois Córregos, 31 de outubro de 1915 – São Paulo, 22 de março de 2013) foi um jornalista, professor e escritor brasileiro, integrante da Academia Brasileira de Letras. Foi também membro da Academia Paulista de Letras.

## Biografia
Descendente de italianos, era filho de João de Scantimburgo e Julia Cenci de Scantimburgo.
Foi casado duas vezes. Primeiro com Celia Kerr. Segundo com Anna Theresa Maria Josefina Tekla Edwige Isabella Lubowiecka, da família dos condes poloneses de Lubowiecka, falecida em 2003, com quem não teve filhos.

“
O Brasil e o Futuro.
Nunca o futuro esteve tão presente, como em nossa época. Se não tivemos, ainda, uma invasão de marcianos, tivemos, vê-se, uma invasão de profetas, que procuram decifrar o futuro ou antecipá-lo, com muitas elucubrações. Se devemos, os contemporâneos que ainda não perdemos a fé, temer pelo mundo, é porque a mecanização do espírito, a desespiritualização da técnica, a crise do homem, de sua crença das bases de seu amor, de sua angústia diante do insondável mistério, que o traz suspenso em face da imensidão de Deus, serem forças poderosas, sobretudo quando usam os veículos de comunicação de massa para difundir o mal. (...)”

— João de Scantimburgo (Tratado geral do Brasil, 1971)

### Jornalismo
Estudou em Rio Claro onde trabalhou para Humberto Cartolano da Caetano, Cartolano & Cia. Ainda em Rio Claro dirigiu o jornal diário Cidade de Rio Claro.
Mudou-se para São Paulo em 1940.
Entrou na Rádio Bandeirantes por intermédio de José Pires de Oliveira Dias, industrial farmacêutico de Rio Claro.[carece de fontes?] Saiu da rádio em 1943.[carece de fontes?]
Trabalhou para O Estado de S. Paulo, na época sob a direção de Abner Mourão.
Foi diretor do grupo Diários Associados, dirigindo o Diário de S. Paulo e o Diário da Noite.
Dirigiu o Diário do Comércio da Associação Comercial de São Paulo.

### Correio Paulistano (1955-1960)
Em 1955 comprou o jornal Correio Paulistano o qual passou a dirigir.
O órgão que era então o porta-voz do Partido Republicano Paulista passou a ser independente.
Mesmo assim nas eleições de 1960, num artigo assinado por João, o jornal anunciou a candidatura do marechal Lott.

### TV Excelsior (1960-1961)
Em 1959, a concessão do canal 9, que pertencia à organização Vítor Costa, foi vendida a um grupo de empresários que incluia Mário Wallace Simonsen, Ortiz Monteiro, José Luís Moura e João de Scantimburgo.
Fundaram a TV Excelsior. João foi seu primeiro diretor. Paulo Uchoa de Oliveira o vice e Saulo Ramos o super intendente. Em 30 de maio de 1961 saiu da sociedade.

### TV Tupi
Em 1954, apresentou o programa "Comentário Internacional" na TV Tupi.
Depois, em 1970, apresentou o programa de entrevistas "Pinga-Fogo".

### Academias de letras
Em 1977, entrou para a Academia Paulista de Letras. Ocupou a cadeira 8. Sucedeu a Aureliano Leite.
Em 21 de novembro de 1991 foi eleito para a Academia Brasileira de Letras, sendo o quinto ocupante da Cadeira nº 36, na sucessão de José Guilherme Merquior. Sua posse ocorreu em 26 de maio de 1992.
João de Scantimburgo morreu em 22 de março de 2013 no bairro do Pacaembu, em São Paulo, após uma crise de diabetes.

## Pensamento
Principal divulgador da filosofia de Maurice Blondel no Brasil, seu pensamento era, segundo Alcântara Silveira, "quase totalmente banhado" pelo blondelismo.

### Movimento monarquista
Foi um dos líderes do movimento monarquista no Brasil, co-dirigindo o Comitê de Estudos do Problema Monárquico junto de Sebastião Pagano, ex-membro da Ação Imperial Patrianovista Brasileira.
Também colaborou com Paulo Palmeiro Mendes no seu boletim monarquista Mensagem.
Escreveu livros sobre o tema como O Poder Moderador (1980) e A Crise Republicana Presidencial (2000).

### Catolicismo
Era católico e isso se refletiu na sua obra.

## Academia Brasileira de Letras
Foi o quinto ocupante da cadeira 36 da Academia Brasileira de Letras, cujo patrono é o escritor Teófilo Dias.

## Livros publicados
- O destino da América Latina - A democracia na América Latina. São Paulo: Cia. Ed. Nacional,1966
- A crise da República presidencial. São Paulo: Pioneira, 1969.
- A extensão humana - Introdução à filosofia da técnica. São Paulo: Cia. Ed. Nacional, 1970. 2ª ed. São Paulo: Editora LTr, 2000.
- Tratado geral do Brasil. São Paulo: Cia. Edit. Nacional/EDUSP, 1971. 2ªed., São Paulo: Pioneira, 1978. 3ª ed., São Paulo: Editora LTr, 1998.
- José Ermírio de Moraes - O homem e a obra. São Paulo: Cia. Edit. Nacional, 1975. 2ªed., Rio de Janeiro: José Olympio, 1986.
- Ilusões e desilusões do desenvolvimento. São Paulo: Edit. Comercial, 1976.
- Concepção cristocêntrica da História. São Paulo: Edit. Revista dos Tribunais, 1977.
- O problema do destino humano segundo a filosofia de Maurice Blondel. São Paulo: Convívio, 1979.
- Interpretação de Camões à luz de Santo Tomás de Aquino. São Paulo: Melhoramentos/EDUSP, 1979.
- O café e o desenvolvimento do Brasil. São Paulo: Melhoramentos, 1980.
- O Poder Moderador - História e teoria. São Paulo: Pioneira, 1980.
- A filosofia da ação - Síntese do blondelismo. São Paulo: Digesto Econômico, 1982.
- Os paulistas - Evolução social, política e econômica do povo paulista. São Paulo: Imprensa Oficial do Estado, 1984. 2ª ed., São Paulo: Editora LTr, 2000.
- O segredo japonês. São Paulo: IBRAE, 1986.
- Gastão Vidigal e sua época. São Paulo: Fundação Gastão Vidigal, 1986.
- O Brasil e a Revolução Francesa. São Paulo: Pioneira, 1989.
- Memórias da Pensão Humaitá. São Paulo: Cia. Edit. Nacional, 1992.
- Introdução à filosofia de Maurice Blondel. São Paulo: Instituto Brasileiro de Filosofia, 1993.
- O drama religioso de Rui Barbosa. Rio de Janeiro: Fundação Casa de Rui Barbosa, 1994.
- No limiar do novo Humanismo. Rio de Janeiro: Academia Brasileira de Letras, 1994.
- Eça de Queiroz e a tradição. São Paulo: Siciliano, 1995. 2ª ed.: Universitária, 1998.
- História do Liberalismo no Brasil. São Paulo: Editora LTr, 1996.
- A empresa moderna no Brasil. São Paulo: Digesto Econômico, 1997. 2ª ed.: Edit. Una, 2001.
- Galeria de retratos. Rio de Janeiro: Academia Brasileira de Letras, 1999.
- O mal na História - Os tolitarismos do século XX. São Paulo: Editora LTr, 1999. (traduzido para o espanhol)
- O governo colegiado de D. Pedro II e o governo unipessoal dos presidentes da República (ensaio)
- Amanhã o ano 2000. São Paulo: Editora LTr, 1999.
- A crise da República presidencial. São Paulo: Editora LTr, 2000.
- Os olivais do crepúsculo (romance). São Paulo: Editora LTr, 2000.
- José, um homem do seu tempo. São Paulo: Pancrom, 2003.

Em co-autoria com o advogado e historiador Aureliano Leite escreveu também a História da Municipalidade de São Paulo', em 2 volumes, editada pela Câmara Municipal, em 1978/1979.